# Dig Istha

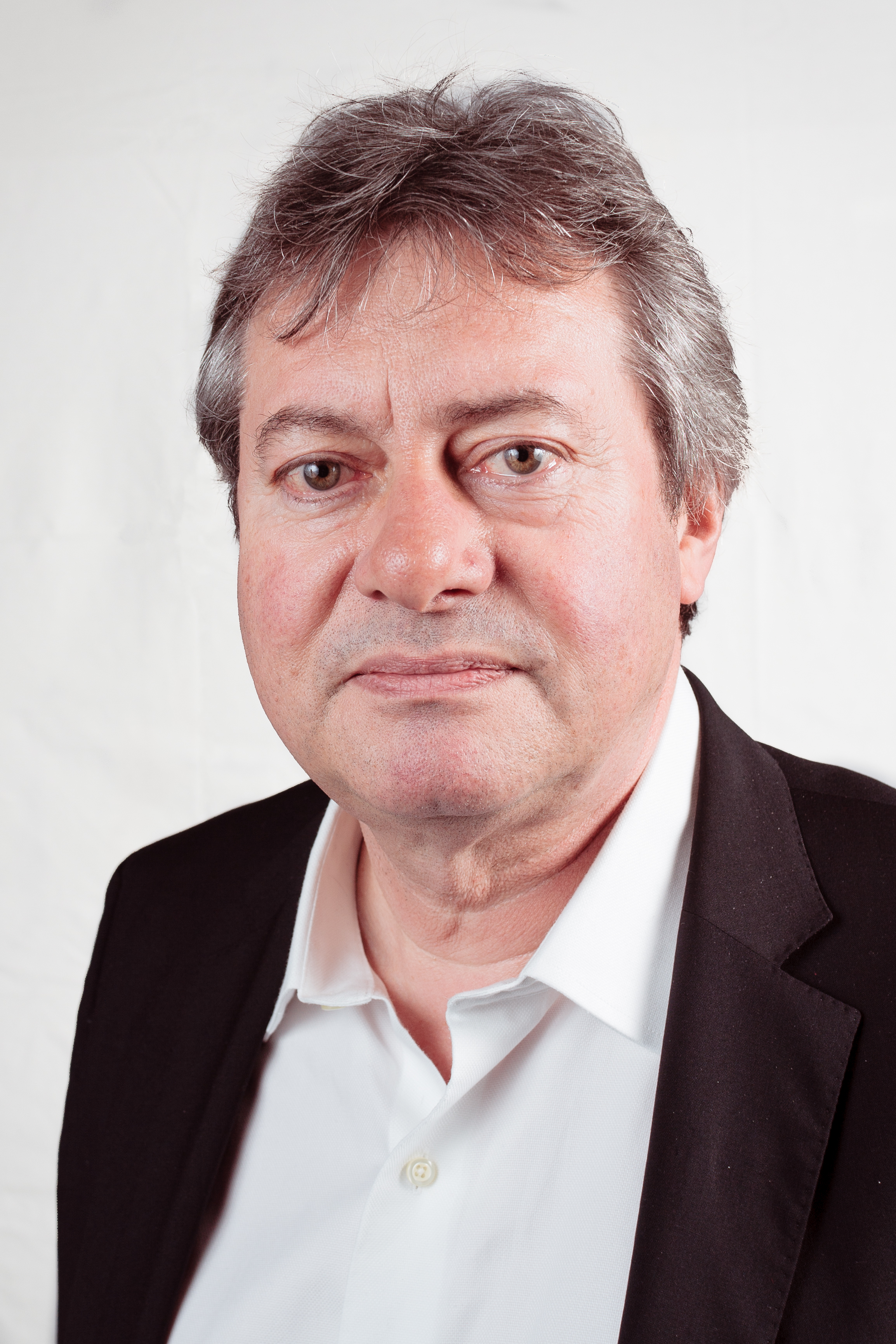
Dig Istha

Dig Istha (Amsterdam, 1949) is een Nederlandse spindoctor, crisismanager en wethouder te Groningen. Met name in de jaren negentig werd hij bekend als woordvoerder van verschillende politici en ministers. Tijdens de verkiezingscampagne van 1994 was hij campagnemanager van Wim Kok, tijdens de IRT-affaire stond hij minister van Justitie Winnie Sorgdrager bij als crisismanager. Tot januari 2009 was Istha woordvoerder van minister Jacqueline Cramer van VROM. Tevens was hij samen met oud-journalist Charles Huijskens partner van een media-adviesbureau dat hun naam droeg. Istha is tevens docent aan het Instituut Clingendael en het Instituut Defensie Leergangen. Istha is in 2009 in dienst getreden van RWE Nederland in de functie van Director Corporate Affairs. Zijn indiensttreding bij RWE betekende dat hij zijn activiteiten voor Huijskens & Istha beëindigde.
Istha was van 2009 tot 2014 lid van het partijbestuur van de Partij van de Arbeid.
In 2012 werd hij wethouder te Groningen met als portefeuille Sociale Zaken en Werkvoorziening, Forum, Cultuur, Sport, Cultuurverandering. Na de verkiezingen van 2014 keerde hij niet terug in het College.